# Teremaki Paniani
Teremaki Paniani (ur. 20 maja 1975 na Wyspach Cooka) – piłkarz z Wysp Cooka grający na pozycji pomocnika w tamtejszym Nikao Rarotonga, były reprezentant Wysp Cooka.

## Kariera klubowa
Paniani z Nikao Rarotonga jest związany od początku kariery czyli od 1997 roku, wtedy podpisał kontrakt z tym klubem. Razem z nim zdobył 7 mistrzostw Wysp Cooka i 4 Puchary Wysp Cooka.

## Kariera reprezentacyjna
Paniani w reprezentacji Wysp Cooka zadebiutował w 1998 roku. Podczas dwóch lat grania w seniorskiej reprezentacji Wysp Cooka Paniani zaliczył 4 występy.